# Kornokipos
Kornokipos (en griego: Κορνόκηπος, en turco: Görneç) es un pueblo en el Distrito de Famagusta en Chipre, que se encuentra en la parte suroriental de las montañas de Kyrenia. El nombre del pueblo se cree que significa "Bello jardín" en griego antiguo. Era desde la etapa otomana un pueblo chipriota exclusivamente turco y lo sigue siendo hoy en día. En 1960 tenía una población de 292 habitantes y en 1973 de 315. En la actualidad cuenta con una población de alrededor de 500 personas.
La aldea fue controlada temporalmente por soldados grecochipriotas en 1974 durante la invasión del ejército turco el 20 de julio del mismo año. Forma parte de iure del Distrito de Famagusta de la República de Chipre pero pertenece de facto al Distrito de İskele en la República Turca del Norte de Chipre.